# Öt elem (európai)
Az európai filozófia illetve alkímia öt elem tana szerint minden anyag olyan egyszerű alapelemekből áll, melyek tovább már nem bonthatóak.  Több változata is létezett, de leginkább azt az öt elemet különböztetjük meg, amik Arisztotelész alapján a következők: föld, víz, levegő, tűz, valamint az ötödik elem, a kvinta esszencia, több alkimistánál éter, azonosítható a görög filozófia apeiron tanával.

## Tulajdonságaik
Az elemek csoportosítása a nyugati alkímiában arra az egyszerű alapelvre vezethető vissza, hogy mind az öt elem egyedi halmazállapotot jelképez. A föld a szilárd, a víz a folyékony, a levegő a gáz, a tűz a plazma halmazállapot, míg a kvintesszencia egy olyan állapotot jelöl, mely nem hasonlít a többihez.
Az öt elem tanában az ötödik elemnél megjelenik az „elme hatalma az anyag felett”, azaz – a kvintesszenciát az ideával, vagyis a gondolattal azonosítva – egy olyan tulajdonság, ami nem írható le a négy elemmel, viszont képes bármelyik elem jellegzetességeit magára ölteni, minthogy gondolatban bármilyen elemet meg tudunk formálni.
Érdekes, hogy noha már a középkori alkímiában megjelent, és komoly gyakorlatok táptalajául szolgált a négy elem + kvintesszencia felfogás, ennek dacára a nyugati tudományok kibontakozása során háttérbe szorult a gondolatnak, mint ötödik elemnek azon képessége, hogy felfogja, befolyásolja és átalakítsa a többi négy elemet.

## Története

### Ókor
A négy őselem első ismert megfogalmazása Anaximandrosz nevéhez fűződik. Az őt megelőző, illetve a vele kortárs görög filozófia folytonosan az arkhét, az ősanyagot kereste. Ilyen volt az epheszoszi Hérakleitosz esetében a tűz. Anaximandrosz viszont az arkhét nem azonosította egyetlen princípiummal sem, apeironnak nevezi (meghatározatlan, megnevezetlen, végtelen). A négy őselem (tűz, víz, levegő, föld) filozófiájában korlátozott létező. Keletkezésüket, pusztulásukat és harmóniájukat az apeiron szabja meg. Az apeiron térben és időben végtelen.
Anaximandrosz kozmogóniája: az apeiron létrehozta a hideget és meleget, ezek elkülönülésével a nedvességet és szárazságot. E négy alapelem egyfajta dialektikus egyensúlyban van, melyet az apeiron – mint végső ok – felügyel. Az érzékelt világ nem az egyetlen, hanem a folyton keletkező és pusztuló világok egyike.
Ebből Anaximenész egyfajta preadaptív szintézist teremtett Thalész és Anaximandrosz között, amelyben a természetben létező és megtapasztalható arkhé (mint Thalésznál a víz) egyben láthatatlan (mint Anaximandrosznál az apeiron). A levegő sűrűsödés és ritkulás révén képes más őselemekké átalakulni, a változás csak mennyiségi és nem minőségi. A meleg és a hideg nem okai, hanem következményei a sűrűsödésnek és ritkulásnak.
Az öt elem tana a korai görög természetfilozófiában nem vált általánossá. Voltak még szép számmal őselemet keresők (például négy őselemet tételezett fel Empedoklész is), de Püthagorasz dualizmusa, az atomisták oszthatatlanjai, Anaxagórasz homoiomereia tana háttérbe szorították, majd Szókratész felléptével és a szofizmus térhódításával az anyagi okok keresése is lendületét vesztette.
Anaximandrosz őselemeit Arisztotelész, a nagy összegző és kompilátor vette elő újra. Rendszere nagyon hasonlít elődjéhez:
- meleg és száraz – tűz
- meleg és nedves – levegő
- hideg és nedves – víz
- hideg és száraz – föld

Mindegyik őselem megfelel egy őstulajdonság túlsúlyának:
- meleg – tűz
- nedves – levegő
- hideg – víz
- száraz – föld

Arisztotelész az anaximandroszi épeiront éternek nevezte és besorolta ötödikként az elemek közé.
Arisztotelész után megkezdődött a hellenisztikus filozófia kora, bár sok értelemben Arisztotelész is már ide tartozik. Ebben a korban végleg elkülönült egymástól a filozófia és a természettudományos kutatás. A filozófusok már nem a világ anyagi eredetét kutatták, a természettudományos gondolkodás – leginkább az arisztotelészi peripatetikusok és a platóni akadémisták – pedig gyakorlatilag csődbe jutott. Sem Arisztotelész, sem Platón követői nem játszottak nagyobb szerepet a saját koruk tudományos és filozófiai világában.

### Középkor
A kora középkori keresztény skolasztika ugyan Arisztotelészt nevezte meg legfőbb tekintélyként, mégis inkább Platón ideatanainak fejlesztésén munkálkodtak. Ebből kifolyólag a matematikán kívül más természettudomány nem nagyon kapott helyet az oktatásban, a világ anyagi okainak keresése pedig egyébként is kimerült a Biblia tanulmányozásában.
A 12. században azonban nagy változás állt be, gyakorlatilag újra felfedezték Arisztotelész munkáit, többek közt ennek is tudható be a 12. századi reneszánsz, sőt az igazi reneszánsz természettudományos forradalma.
A 13. századtól kezdve elterjedt az a nézet, hogy egyes anyagokból többszörös lepárlással kinyerhető az ötödik elem. Elsősorban a rektifikált etanolt nevezték quintae essentiae-nak, melyet később aqua vitae rectificata-ként is ismertek, és sok orvos nemcsak gyógynövényekkel együtt lepárolva, hanem önmagában is páratlan gyógyhatást tulajdonított neki.

## Külső hivatkozások
- Alkímiai kisszótár